# Canadese Arctische Eilanden
De Canadese Arctische Eilanden of Canadese Arctische Archipel (Engels: Canadian Arctic Archipelago, Frans: Archipel arctique canadien) van Canada maken deel uit van de Northwest Territories en Nunavut. De Koningin Elizabetheilanden zijn de grootste eilandengroep in de archipel. De eilanden hebben opgeteld een oppervlakte van 1.424.500 km² en 14.000 inwoners. Baffineiland telt de meeste inwoners, hier ligt ook de grootste plaats, Iqaluit.

## Geografie
Ellesmere, Victoria en Baffineiland zijn drie van de grootste eilanden in de wereld. In totaal zijn negen eilanden groter dan de landoppervlakte van Nederland of België.
Andere grote eilanden in de archipel zijn Bankseiland, Prins van Wales-eiland, Devoneiland, Prins Patrickeiland, Melville, de Sverdrup-eilanden, Axel Heiberg-eiland, Southamptoneiland, Somerseteiland en Koning Willem-eiland. Daarnaast zijn er nog duizenden kleinere eilanden en eilandengroepen zoals de Bird Islands.
De Canadese Arctische Eilanden worden in het westen begrensd door de Noordelijke IJszee, in het oosten door Groenland, de Baffinbaai en de Straat Davis. In het zuiden wordt de eilandgroep begrensd door de Hudsonbaai en het Canadese vasteland.

## Demografie
De 15 grootste eilanden zijn de volgende (met bevolkingscijfers van 2001):
| Nr. | Eiland                 | Oppervlakte in km² | Inwoners |
| --- | ---------------------- | ------------------ | -------- |
| 1   | Baffineiland           | 507.451            | 9.563    |
| 2   | Victoria-eiland        | 217.291            | 1.707    |
| 3   | Ellesmere-eiland       | 196.236            | 168      |
| 4   | Bankseiland            | 70.236             | 114      |
| 5   | Devoneiland            | 55.247             | 0        |
| 6   | Axel Heibergeiland     | 43.178             | 0        |
| 7   | Melville-eiland        | 42.149             | 0        |
| 8   | Southamptoneiland      | 41.214             | 718      |
| 9   | Prince of Wales-eiland | 33.339             | 0        |
| 10  | Somerseteiland         | 24.789             | 0        |
| 11  | Bathursteiland         | 16.042             | 0        |
| 12  | Prins Patrickeiland    | 15.848             | 0        |
| 13  | King William-eiland    | 13.111             | 1.279    |
| 14  | Ellef Ringnes-eiland   | 11.259             | 0        |
| 15  | Byloteiland            | 11.067             | 0        |

## Galerij

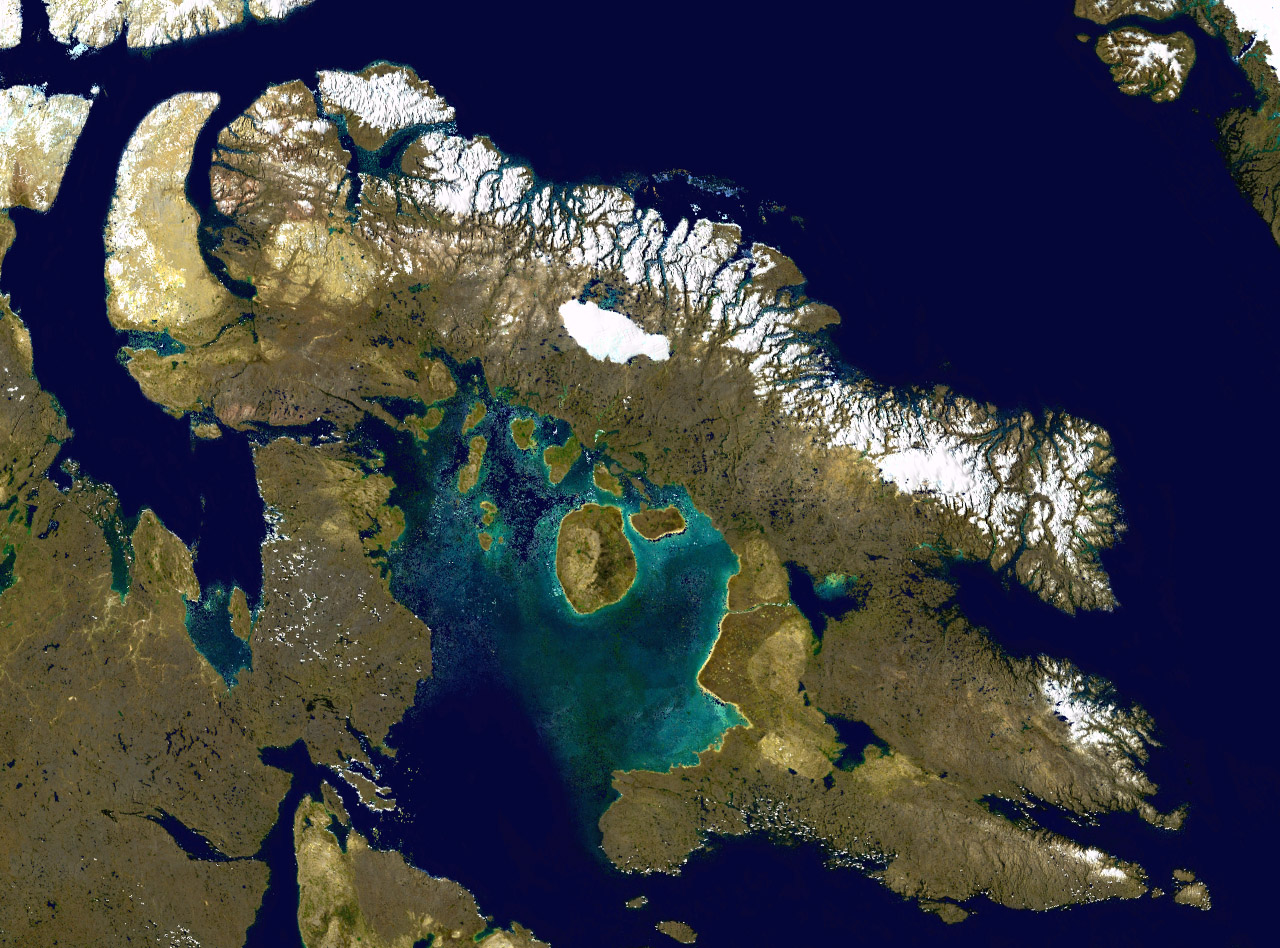
Baffineiland
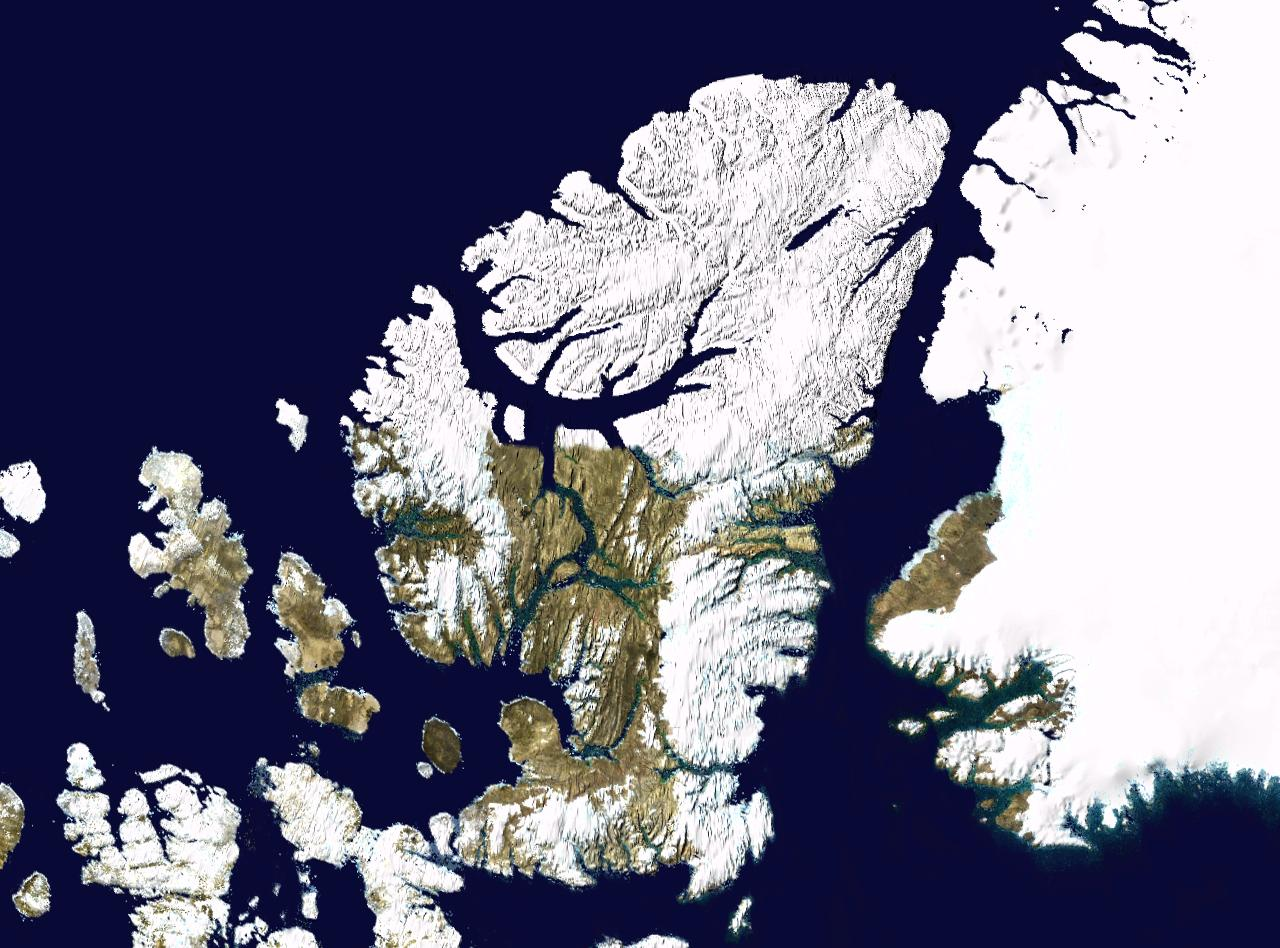
Ellesmere Eiland